# Sophismus vom Verhüllten
Als Sophismus vom Verhüllten (lat. velatus) bezeichnet man eine der Paradoxien von Eubulides:
Erkennst Du diesen Verhüllten? Nein! Es ist Dein Vater! Daraus folgt: Du erkennst Deinen Vater nicht.
Dieser Fehlschluss (Sophismus) beruht auf einer unklaren Verwendung des Wortes erkennen. Die Schwierigkeit entsteht, da der Verhüllte den betreffenden Personen zwar von früher her bekannt ist, aber nicht sofort erkannt wird.
Ähnlich sind die Sophismen vom Verborgenen und von Elektra, die ebenfalls von Eubulides stammen.

## Belege
- Friedrich Kirchner: Wörterbuch der philosophischen Grundbegriffe, 1907